# الفيوش (تبن)

تعديل مصدري - تعديل

الفيوش هي إحدى قرى عزلة الحوطة بمديرية تبن التابعة لمحافظة لحج، بلغ تعداد سكانها 1851 نسمة حسب تعداد اليمن لعام 2004.